# Tracheliastes maculatus
Tracheliastes maculatus – gatunek pasożyta z podgromady widłonogów i rodziny Lernaeopodidae.
Długość ciała: 7–8 mm u samicy. Samce dużo mniejsze. W rozwoju występuje stadium kopepodit, które za pomocą nici zwanej  filamentum frontale przytwierdza się do ryby. Jest pasożytem ryb słodkowodnych i powoduje u nich chorobę zwaną tracheliostozą. Pasożytuje na łuskach leszcza (Abramis brama), krąpia (Blicca björkna) czasami również płotki (Rutilus rutilus).